# Ликанд

Фемы Малой Азии в 950 году

Ликанд (греч. Λυκανδός) — это название византийской крепости и фемы (административно-правовое образование), известной как Фема Ликанд.

## История
Крепость Ликанд находилась в районе современного города Эльбистана на юго-востоке Турции, на Аладагларах. В 903 году Млех (Мелиас в греческих источниках) поселился там и основал полунезависимое княжество. Этот район имел важное стратегическое значение, так как он находился на границе между Византией и мусульманскими эмиратами Сирии и Месопотамии; кроме того, через в горы проходил один из главных маршрутов в византийскую Анатолию. Однако в 905 году Мелиас был изгнан из Византийской империи наряду с другими армянскими дворянами после неудачного восстания Андроника Дуки против императора Льва VI Мудрого. В 908 году княжество Мелиаса по приказу Льва VI официально получило статус клисуры. Мелиасу было поручено восстановить крепость Ликанд, которая была разрушена, восстановить все гарнизоны в почти необитаемой клисуре. Мелиас преуспел в выполнении данного задания. Регион вскоре мог обеспечить его жителей и, по сообщению Константина VII Багрянородного, «изобиловал пастбищами». Ликанд был заселён армянами и вскоре Мелиасу удалось расширить свой контроль над соседними горными районами Цамонд и Симпосион.
Из арабских источников ясно, что новая и укреплённая область представляла большую угрозу арабам, в частности, расположенному неподалёку Мелитенскому эмирату. Ожесточённые нападения арабов на Ликанд начались в 909 году, но они были отбиты. Арабами были возвращены лишь отдалённые города. В 915 году войска Мелиаса разорили арабскую территорию до Германикеи (современный Кахраманмараш). Важность Ликанда и успехи его правителя были должным образом признаны и в 916 году этот район был возведён в статус полноправной фемы. В 917 году войска из Ликанда принимали участие в катастрофической кампании против Болгарии, которая окончилась после поражения византийцев в битве при Ахелое.
Фемные войска играли важную роль в византийско-арабских войнах в начале и середине X века, особенно в кампании Иоанна Куркуаса, который расширил границы империи до Евфрата, а также в районе Армении и Сирии, а также в гражданских войн позднее X века. В административном отношении, Ликанд часто управлялся одним стратигом вместе с фемой Мелитены и Цамонда. В феме не было епископства. Ликанд был потерян византийцами после битвы при Манцикерте в 1071 году, когда он был захвачен турками-сельджуками. Однако фема всё же появляется в официальных списке византийских земель императора Алексея I Комнина, отосланному князю Антиохии Боэмунду I в 1108 году.